# Ricardo Ríos Torres
Ricardo Arturo Ríos Torres (22 de junio de 1935 - 31 de enero de 2021) fue un escritor, catedrático, bibliotecólogo y dirigente estudiantil panameño. Fue conocido con el seudónimo literario de Sir Richard Brooks.

## Biografía
Realizó sus estudios secundarios en el Instituto Nacional, en donde tuvo su contacto con grupos revolucionarios juveniles que reclamaban la soberanía panameña en el canal. Siendo estudiante de la Universidad de Panamá, se convirtió en dirigente estudiantil y junto con Carlos Arellano Lennox fue partícipe de la Operación Soberanía, el 2 de mayo de 1958, que consistió en la siembra simbólica de 75 banderas panameñas en la Zona del Canal de Panamá, que estaba ocupada por los Estados Unidos, generando un pulseo sobre la soberanía panameña.
Posteriormente obtuvo la licenciatura en Filosofía, Letras y Educación, con especialización en geografía e historia, y también obtuvo la licenciatura en bibliotecología, ambas en la Universidad de Panamá. Obtuvo un posgrado en administración de la educación en el Instituto Centroamericano de Administración y Supervisión de la Educación.
Fungió como profesor de historia en el Colegio Ángel María Herrera de Penonomé y catedrático de cultura literaria en la Universidad Santa María la Antigua (USMA). Ejerció el periodismo cultural, siendo encargado de la Guía del Lector dentro del periódico El Universal de Panamá. Desde 1974 hasta 1980 fue director de educación secundaria en el Ministerio de Educación.
Fue promotor de múltiples círculos de lectura en Panamá, siendo fundador del Círculo de Lectores (CLEC) dentro de la USMA, el Círculo de Lectura Guillermo Andreve y otros más, creados con el apoyo de las escritoras Rose Marie Tapia e Isolda De León. Fue miembro de la Sociedad Bolivariana de Panamá y del Instituto de Cultura Hispánica.
En 2002 ganó el premio "La Pluma de Oro", otorgado por la Cámara Panameña del Libro, como promotor cultural. Fue condecorado en 2011 con la Orden Vasco Núñez de Balboa en grado de Gran Oficial, por su contribución literaria.

## Obras publicadas
- Perspectivas (1982)
- Las raíces compartidas (1993)
- Los laberintos del amor (ensayo, 1994), con comentarios y antología de la poesía de Rodolfo Ermocilla Bellido
- La metáfora de los espejos (1995)
- El archipiélago soñado (1997)
- Musas de centenario (2003)
- La calle del espanto (2004)
- La bitácora de la fantasía (2005)
- La magia del Quijote (2006), junto con Isolda De León
- Poemas del Mío Cid. La épica del honor. ¿Por qué y cómo leerlo? (2007)
- Memoria de mis memorias (2008)